# Іванівська сільська рада (Кам'янсько-Дніпровський район)
| Іванівська сільська рада — колишній орган місцевого самоврядування у Кам'янсько-Дніпровському районі Запорізької області з адміністративним центром у с. Іванівка. Історична дата утворення: 1918 рік. Водоймища на території, підпорядкованій даній сільській раді: Каховське водосховище. Сільській раді були підпорядковані населені пункти: - с. Іванівка |

## Склад ради
Рада складалася з 16 депутатів та голови.
Партійний склад ради: Партія регіонів — 12, Самовисування — 3, Народна Партія — 1.

### Апарат ради
- Голова — Рига Любов Григоріївна
- Секретар — Гуржій Надія Олександрівна
- Головний бухгалтер — Савран Олена Миколаївна
- Юрист — Грибов Андрій Володимирович
- Землепорядник — Бандурко Наталія Іванівна

### Керівний склад ради
| ПІБ                        | Основні відомості                                                         | Дата обрання | Дата звільнення |
| -------------------------- | ------------------------------------------------------------------------- | ------------ | --------------- |
| Бірюков Володимир Іванович | Сільський голова, 1951 року народження, освіта, безпартійний              | 26.03.2006   | 01.02.2008      |
| Плахотник Олена Віталіївна | Сільський голова, 1968 року народження, освіта, позапартійна              | 01.06.2008   | 31.10.2010      |
| Бірюков Володимир Іванович | Сільський голова, 1951 року народження, освіта вища, член Партії регіонів | 31.10.2010   | 27.05.2012      |
| Рига Любов Григорівна      | Сільський голова, 1954 року народження, освіта вища, член Партії регіонів | 27.05.2012   |                 |

Примітка: таблиця складена за даними джерела